# San Isidro Palotal
San Isidro Palotal är en ort i Mexiko.   Den ligger i kommunen Córdoba och delstaten Veracruz, i den sydöstra delen av landet, 230 km öster om huvudstaden Mexico City. San Isidro Palotal ligger 1 031 meter över havet och antalet invånare är 1 077.
Terrängen runt San Isidro Palotal är huvudsakligen kuperad, men österut är den bergig. Terrängen runt San Isidro Palotal sluttar söderut. Runt San Isidro Palotal är det tätbefolkat, med 550 invånare per kvadratkilometer. Närmaste större samhälle är Córdoba, 7,9 km sydost om San Isidro Palotal. Trakten runt San Isidro Palotal består till största delen av jordbruksmark.